# Salvatore Nicolosi Sciuto
Il M° Sac. Salvatore Nicolosi Sciuto, talvolta accreditato solamente come Salvatore Nicolosi, (Catania, 1885 – Catania, 1977) è stato un prete, compositore e organista italiano.

## Biografia
Salvatore Nicolosi Sciuto nacque a Catania nel 1885. Nonostante la scarsità di fonti e la parziale oscurità che avvolge la sua figura, Nicolosi Sciuto lasciò un'impronta significativa nel panorama musicale ecclesiastico siciliano, in particolare nella sua città natale e nella sua Arcidiocesi. 
Fin dalla giovane età manifestò una vocazione religiosa che lo condusse all’ingresso in seminario, dove ricevette anche una formazione musicale che orientò il suo percorso verso l'attività organistica e compositiva. Ordinato sacerdote, svolse per molti anni il ministero presbiterale coniugandolo a un'intensa attività musicale. Fu organista titolare presso la Basilica Collegiata, uno dei luoghi sacri più rilevanti della città, nonché presso la monumentale Chiesa di San Nicolò l’Arena, famosa per ospitare uno dei più importanti organi storici della Sicilia. Proprio in quest’ultima sede, nel corso degli anni Dieci del Novecento, si impegnò nel restauro del prestigioso organo settecentesco a cinque tastiere. Tale intervento fu condotto in collaborazione con l’organista e compositore Ulisse Matthey, una delle figure di riferimento per l’organaria e la musica sacra italiana del tempo. L’opera di restauro testimoniò non solo la competenza tecnica di Nicolosi Sciuto, ma anche la sua dedizione alla valorizzazione del patrimonio liturgico e musicale della Chiesa.
Nel corso della sua attività compositiva, Salvatore Nicolosi Sciuto si distinse per la produzione di musica sacra e per organo. Tra le sue opere più conosciute si annoverano l’ "Omaggio a Sant’Agata", e un probabile "Inno a Sant’Agata", la cui paternità è talvolta attribuita anche al celebre compositore catanese Francesco Paolo Frontini. Tuttavia, il nucleo più rilevante del suo catalogo sembra essere costituito da due cantate sacre: la "Cantata in onore della Nostra Concittadina Sant’Agata", composta nel febbraio 1920 
Nel 1934 gli venne commissionata da Mons. Giovanni Maugeri, una Cantata alla B.V. del Carmelo di Bongiardo, in memoria di don. Luciano Maugeri, primo parroco della Chiesa di Maria Santissima del Carmelo e delle Anime Purganti.
Poco o nulla si conosce della sua attività negli anni successivi e della sua vita negli ultimi decenni. Nonostante ciò, la sua eredità musicale continua a essere riconosciuta in ambito locale come testimonianza della vivace cultura liturgica catanese del primo Novecento. Morì nel 1977, lasciando un ricordo discreto ma rispettato nel contesto musicale e religioso della Sicilia orientale.
Edizioni Carrara pubblicò 2 partiture certe di sue composizioni: una "Piccola raccolta di canzoncine popolari sacre" e un "Miserere".
Dopo un lungo periodo di oblio, le sue composizioni agatine furono eseguite nel 2015 da formazioni come il Coro Lirico Siciliano e in concerti celebrativi a Catania.
Il 3 febbraio 2025, nella tradizionale "sira o tri", venne proposta in prima assoluta, in occasione del centoquarantesimo anniversario della nascita del compositore, la "Cantata in onore della Nostra Concittadina Sant’Agata", eseguita dal Coro Lirico Siciliano e dall'Orchestra Giovanile "Vincenzo Bellini".

## Composizioni certe
- Cantata in onore della nostra concittadina S. Agata (febbraio 1920), comprendente un “Largo religioso” spesso interpretato da cori locali
- Cantata alla Beata Vergine del Carmelo, Patrona di Bongiardo (1934), composizione commissionata da Mons. Giovanni Maugeri in memoria del fratello Don. Luciano Maugeri, amico e primo parroco della Chiesa di Maria Santissima del Carmelo e delle Anime Purganti di Bongiardo.
- Su fratelli con voci giulive, una cantata a tema agatino frequentemente eseguita nei contesti festivi per Sant’Agata[6]
- Omaggio a S. Agata, ouverture strumentale in riduzione pianistica, compresa nello stesso ciclo di musica agatina
- Inno a Sant'Agata, opera ad egli attribuita
- Piccola raccolta di canzoncine popolari sacre
- Almeno una pubblicazione per coro e organo: Miserere (Salmo 30) op. 30